# Облога Белграда (1440)
Облога Белграда (1440) — перша велика облога Белграда військами Османської імперії. Облога тривала від квітня до осені 1440 року і завершилась поразкою османських військ, якими командував Мурад II.

## Ситуація в Угорщині
Після смерті короля Альбрехта, який помер 27 вересня 1439 року, в Угорщині почалась справжня громадянська війна. Королева Єлизавета, його дружина, була вагітна. У цій ситуації угорські дворяни шукали їй чоловіка. На це місце було багато претендентів, у тому числі сербський деспот Джурадж Бранкович (серб. Ђурађ Бранковић) та його син Лазар. Проте, королева вибрала польського короля Владислава III. Королева народила сина і була готова боротись за трон для нього. В обох сторін були свої прихильники. Владислав в 1440 році був коронований на короля Угорщини, але це не зупинило заворушення в Угорщині. Кардинал Джуліо Чезаріні (італ. Giulio Cezarini) спробував примирити ворогуючі сторони, відповідно до політики католицької церкви, яка хотіла організувати похід проти османів об'єднаних християнських сил, але його зусилля були марні. Угорської фортеці на півдні, включаючи Белград, були полишені напризволяще.

## Османські війська
Османи в 1439 році окупували Сербську деспотовину, внаслідок чого їхні землі простяглись аж до Белграда. Для нападу на нього були проведені великі військові приготування. Були зібрані війська з європейських і азійських провінцій імперії. Армія, ймовірно, мала не більше 20 000 вояків. На додаток до звичайних озброєнь османська армія була оснащена різними облоговими машинами і, можливо, гарматами. Через поганий стан доріг та труднощі з транспортуванням багато облогових машин були зроблені безпосередньо біля самого міста. У нападі на Белград брали участь кораблі, які розташувались на Дунаї і Саві. Вони повинні були повністю відрізати місто, але ця тактика дала зворотній психологічний ефект — обложені розуміли, що допомоги їм чекати нізвідки і запекло оборонялись.

## Облога
Османська армія підійшла до Белграда, ймовірно, наприкінці квітня 1440-го року.
Белградська фортеця була в такому ж стані, як у часи сербського деспота Стефана Лазаревича. Белград був одним із найбільших міст того часу. Оборонці були озброєні гарматами та ручною вогнепальною зброєю. Їхня кількість достеменно невідома. Припускають, що захисників було не більше 6 000 — 7 000 воїнів. В обороні міста взяли участь його жителі: угорці, серби, далматинці та інші.
У другій половині травня Белград в основному був оточений. 20 травня комендант фортеці попросив про допомогу. Польський король Владислав III 17 червня розпочав збір коштів, необхідних для боротьби з османами, але було вже надто пізно.
Османські сили сильно бомбардували місто, намагаючись пробити стіни для прориву яничарів у місті. Султан намагався підкупити оборонців, але цей план провалився. Османські солдати намагався копати підземні тунелі для проникнення в місто. І цей план провалився, тому що захисники викопали контртунель назустріч османам, і коли вони підійшли досить близько, підірвали їх.
Наприкінці липня угорський король послав парламентерів до султана для переговорів щодо припинення військових дій. Султан відправив парламентерів до Смедерево чекати на відповідь, а в той же час він готував загальний наступ на Белград. Поки гармати обстрілювали місто, піхота пішла на штурм. Османи намагались закидати рови, якими була оточена фортеця. Яничари змогли потрапити в місто, але через сильний опір змушені були відступити. Щоб запобігти подальшому проникненню османських вояків, захисники кидали на них смолоскипи. Виникла пожежа, і османські загони в паніці відступили.
Атаки зі сторони ріки також були невдалими. Багато османських кораблів було знищено, а деякі з них були захоплені в полон.
Після кількох місяців облоги Мурад II наприкінці осені був змушений відвести свої війська. Белградська фортеця була сильно пошкоджена, але захисники все ж зуміли зберегти місто.